# Petit Jard

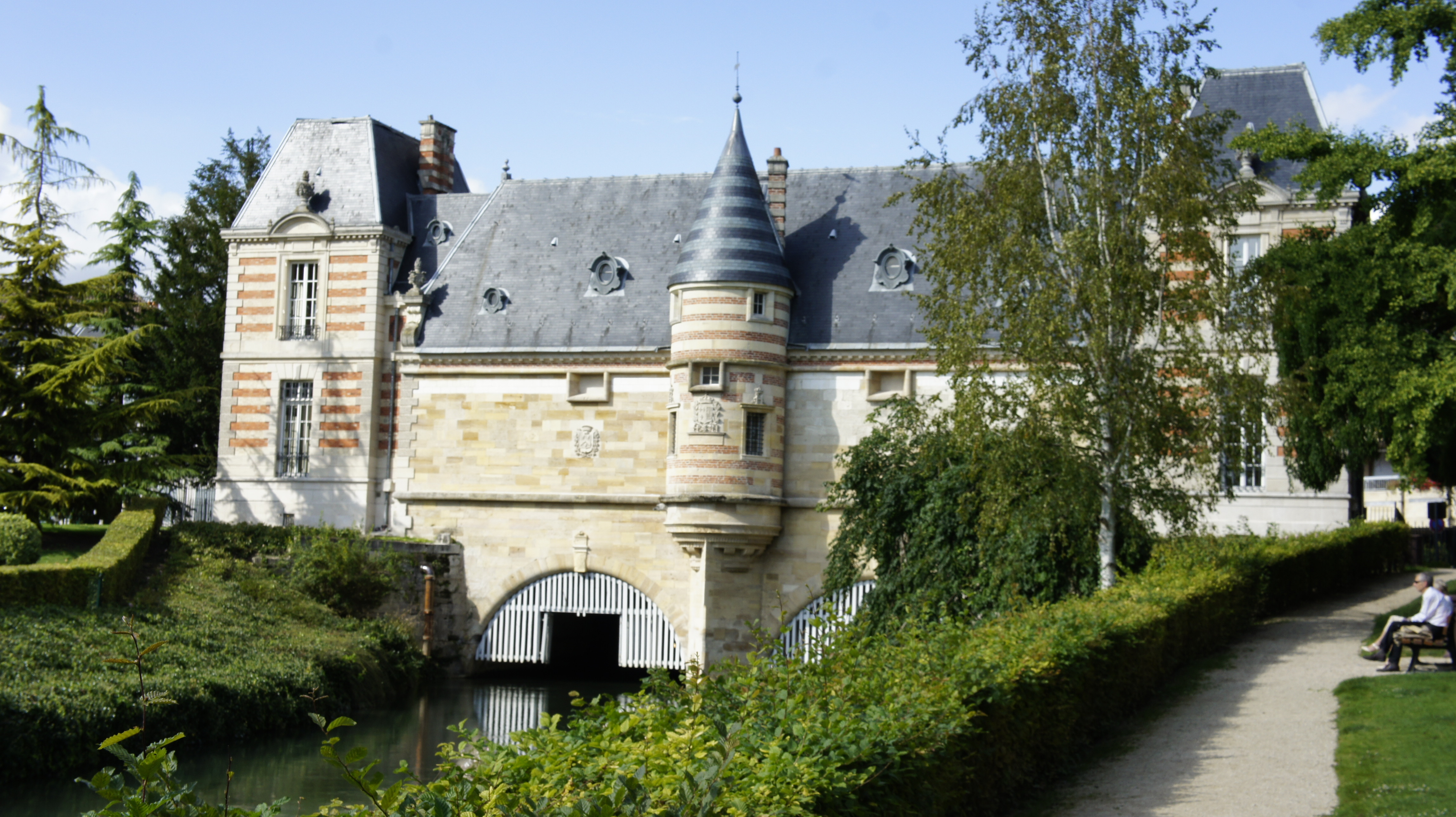
Le château du Marché dans le parc, traversé par le Nau.

Logo des jardins remarquables.

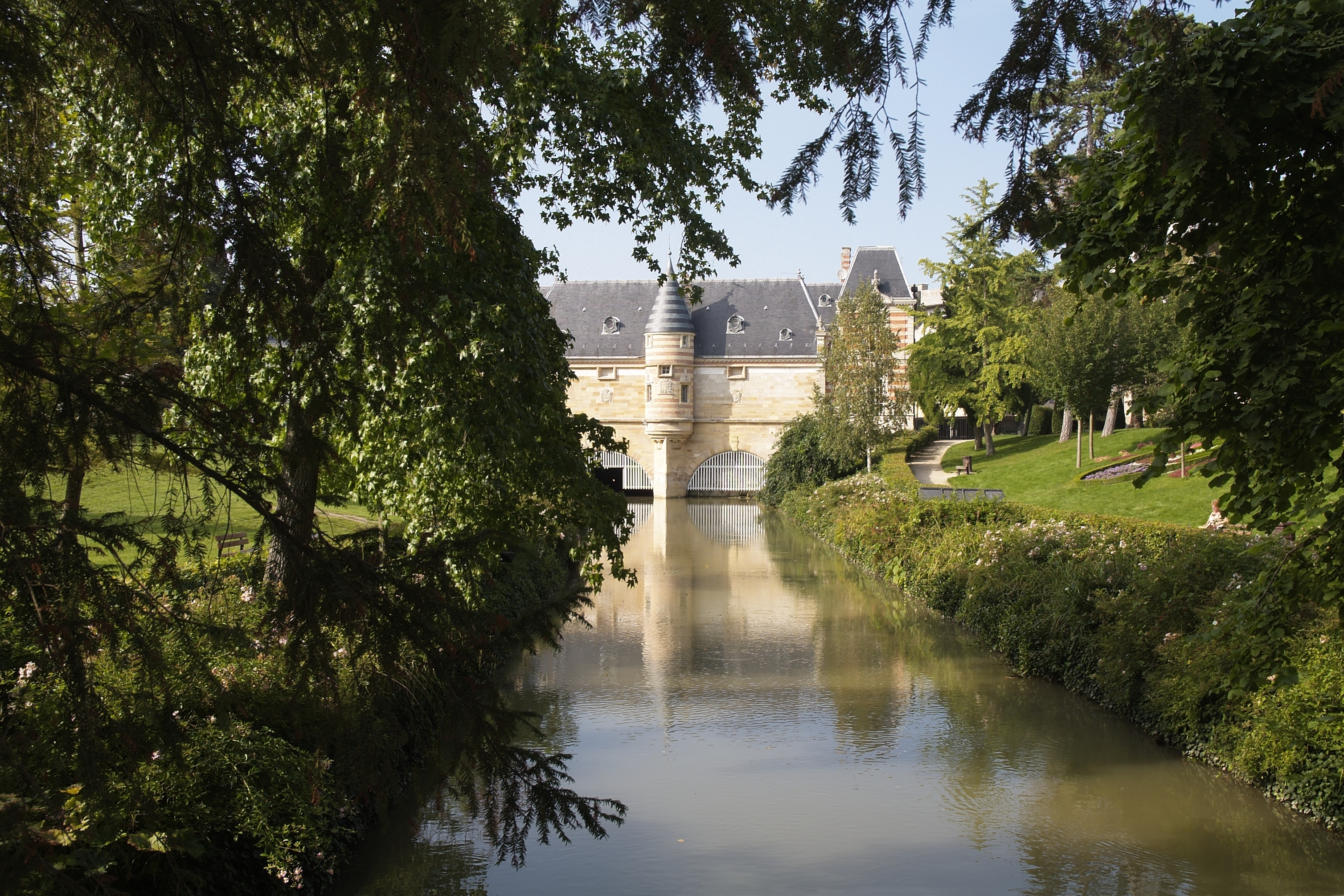
Château du Marché.

Le  Petit Jard  est un espace vert de Châlons-en-Champagne classé Jardin remarquable en 2015. Édifié en 1861 pour un comice agricole, il est à la fois un arboretum et un jardin paysager. L'arboretum initié en 1938 par Charles Hermant et Pierre Gauroy a été remanié après la tempête de 1999.
Le jardin s'étend sur un espace de trois hectares traversé par le Nau, affluent de la Marne, et dominé par le château du Marché qui faisait partie des fortifications d'Ancien Régime de Châlons. Quatre statues représentant les quatre saisons et sculptées par Juan-Carlos Carrillo sont présentes.

## Origine
En 1861, pour accueillir le concours régional agricole, la ville de Châlons constitue un jardin éphémère sur l'emplacement actuel du Petit Jard. À l'issue de l'évènement, la municipalité décide de le pérenniser. Il est planté de marronniers, d'ormes et de massifs de fleurs. Sa surveillance est assurée dès 1862. Il s'étend après 1870 à la rive gauche du Nau. En 1877 est établie la passerelle qui joint les deux parties du jardin. 

## Arboretum
L'arboretum du Petit Jard fut constitué en 1948 par l'abbé Charles Hermant et par Pierre Gauroy. Charles Hermant (1873-1953) est prêtre du diocèse de Châlons et botaniste. À la fin des années 1930, il publie à compte d'auteur plusieurs ouvrages d'initiation à la botanique. En 1939, il fonde la revue Le Petit Apôtre de la Botanique, qui paraît jusqu'à sa mort.
Le numéro 37 de cette même revue précise les conditions de création de l'arboretum. L'abbé Hermant fut d'abord autorisé à étiqueter les arbres existants du Petit Jard. Cet étiquetage fut inauguré le 10 octobre 1948. Le 25 novembre de cette même année, Charles Hermant procéda à la plantation de 18 nouveaux arbres offerts par de nombreux donateurs - dont un Cèdre de l'Himalaya et un Charme de Caroline.
Son collaborateur Pierre Gauroy (1908-1967), est un scientifique et un explorateur français, spécialiste du grand Nord. Il dresse une liste des arbres du Petit Jard publiée après sa mort par son frère Jacques Gauroy en 1972. Pierre Gauroy y recense aussi bien les arbres remarquables que les plus communs, pour leur caractère exemplaire :
- Catalpa de la Caroline
- Cèdre de l'Himalaya, "le Deodar des Hindous qui l'adorent à l'égal d'un Dieu"
- Arbre de Judée
- Hêtre commun, dont la faîne est certainement "un des premiers aliments végétaux dont ait usé l'homme de la Préhistoire"
- Hêtre tortillard, connu sous le nom de Faux de Verzy, en raison de son importante présence près de Verzy, sur la montagne de Reims
- Ginko Biloba, une "plante fossile"
- Liquidambar d'Amérique
- Pommier pourpre
- Prunus Mahaleb, "appelé Bois de Sainte-Lucie du nom du coteau de Sainte-Lucie près de Saint-Mihiel"
- Séquoia géant
- Sophora du Japon

Ce petit traité de botanique est suivi du détail des plantations pour chaque pelouse, illustré d'un plan.

## Aujourd'hui
La tempête du 26 décembre 1999 cause d'importants dégâts dans Châlons. 66 arbres sont abattus dans le Petit Jard. Des travaux sont entrepris pour remettre l'arboretum en état. Non seulement on replante 91 nouveaux arbres, mais l'aménagement du jardin est repensé par un architecte paysagiste. La vue sur le château du Marché est dégagée. Un ensemble de quatre statues représentant les quatre saisons, de l'artiste Juan-Carlos Carillo, est constitué, le Printemps et l'Hiver venant s'ajouter à l’Été et l'Automne implantées avant la tempête. Le Petit Jard ainsi réaménagé rouvre ses portes au public le 1er juillet 2001.
Parmi les arbres replantés, on remarque les espèces suivantes :
- Orme (très rare en raison de la graphiose)
- Hêtre de Perse
- Bouleau pleureur
- Cyprès chauve

## Quelques arbres

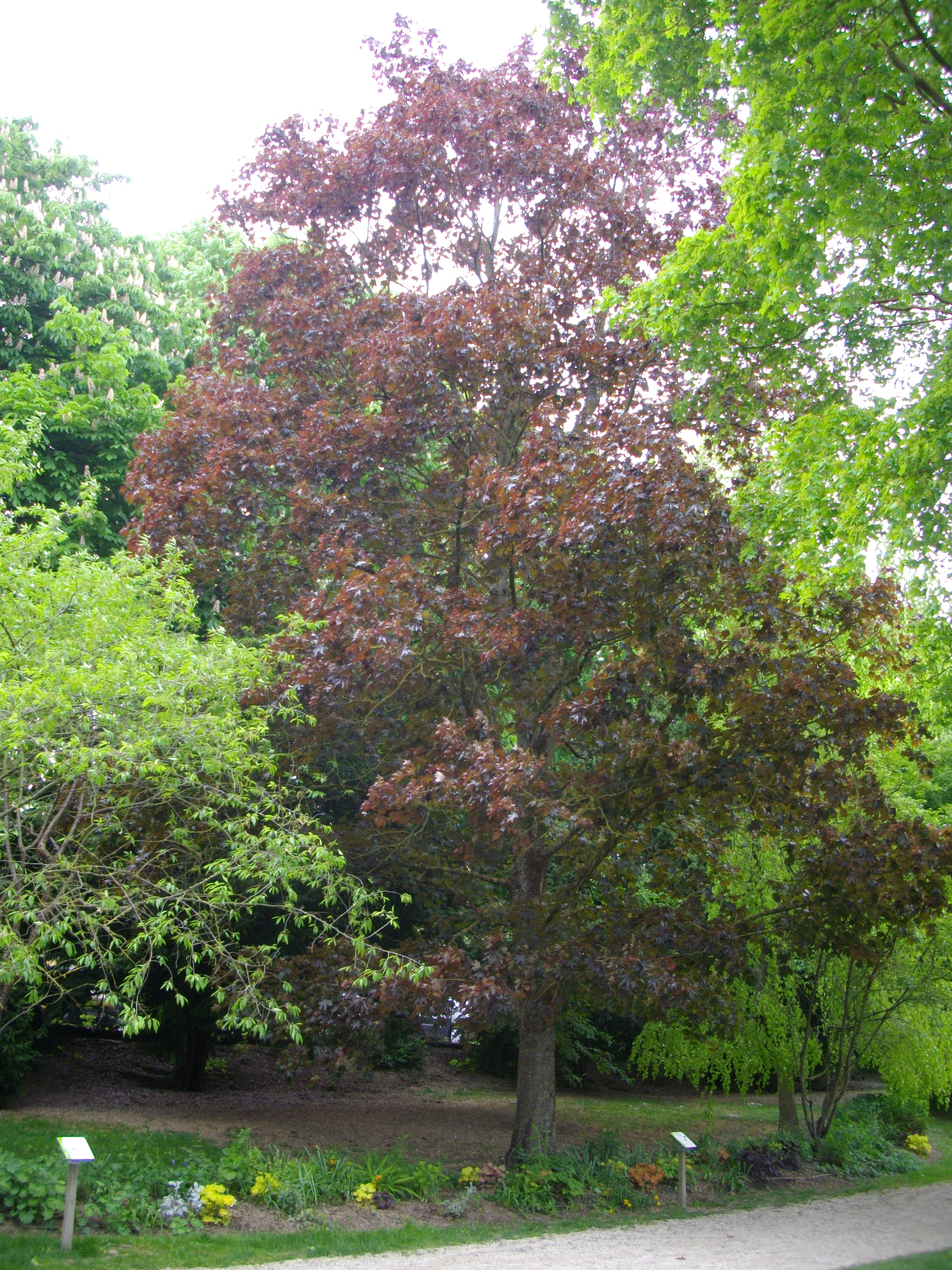
Érable pourpre.
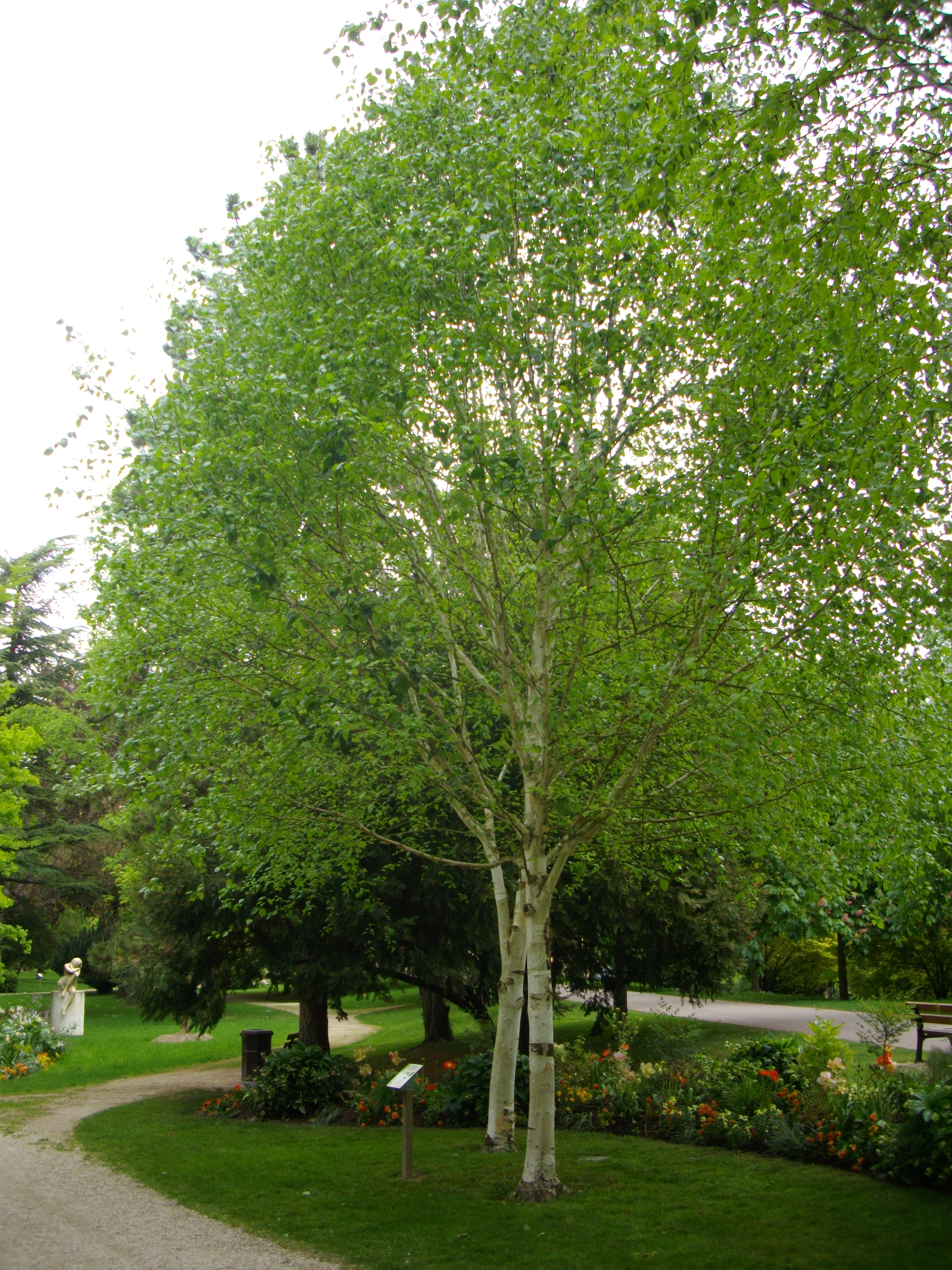
Bouleau de l'Himalaya.
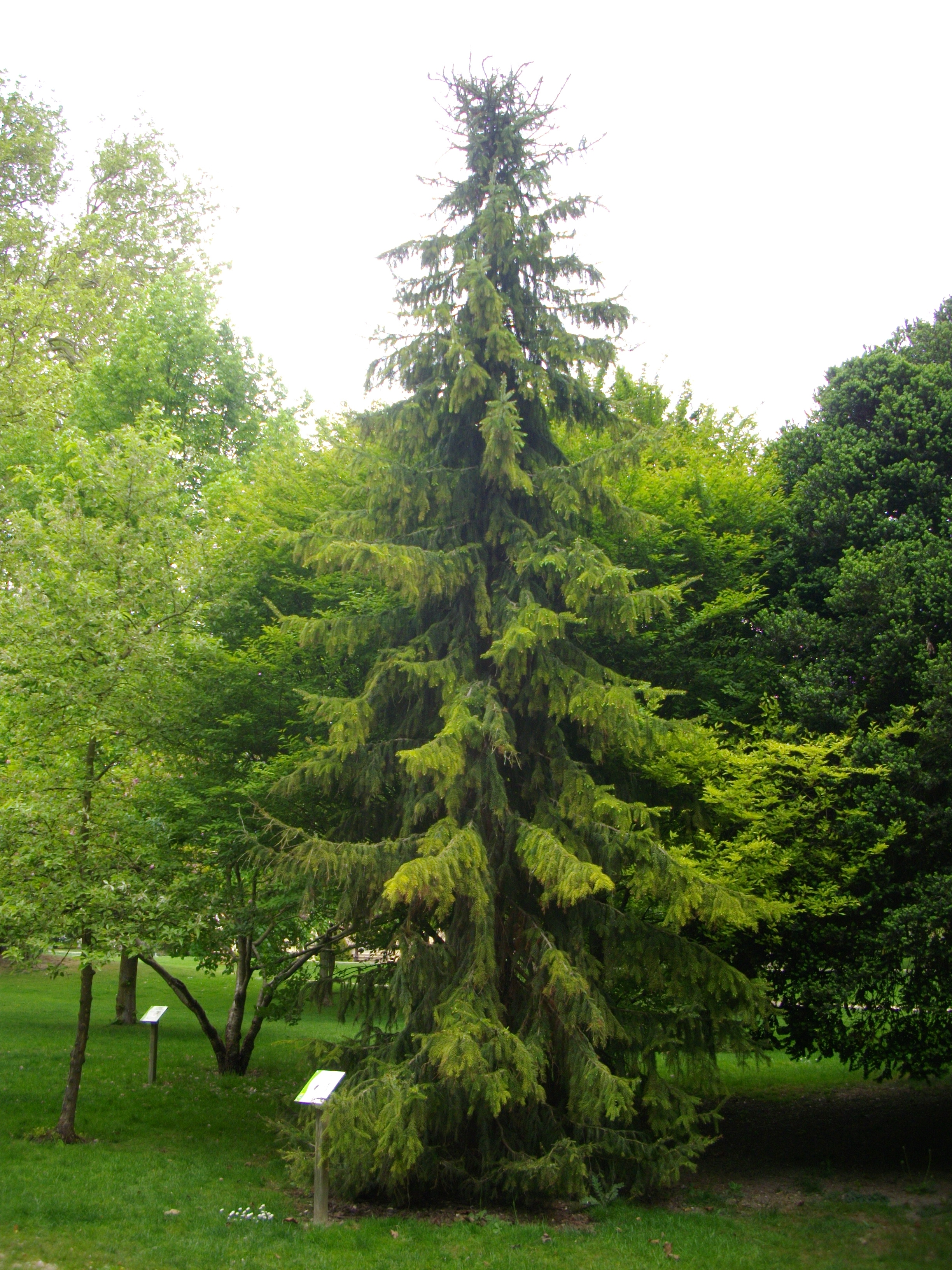
Épicéa de Serbie.
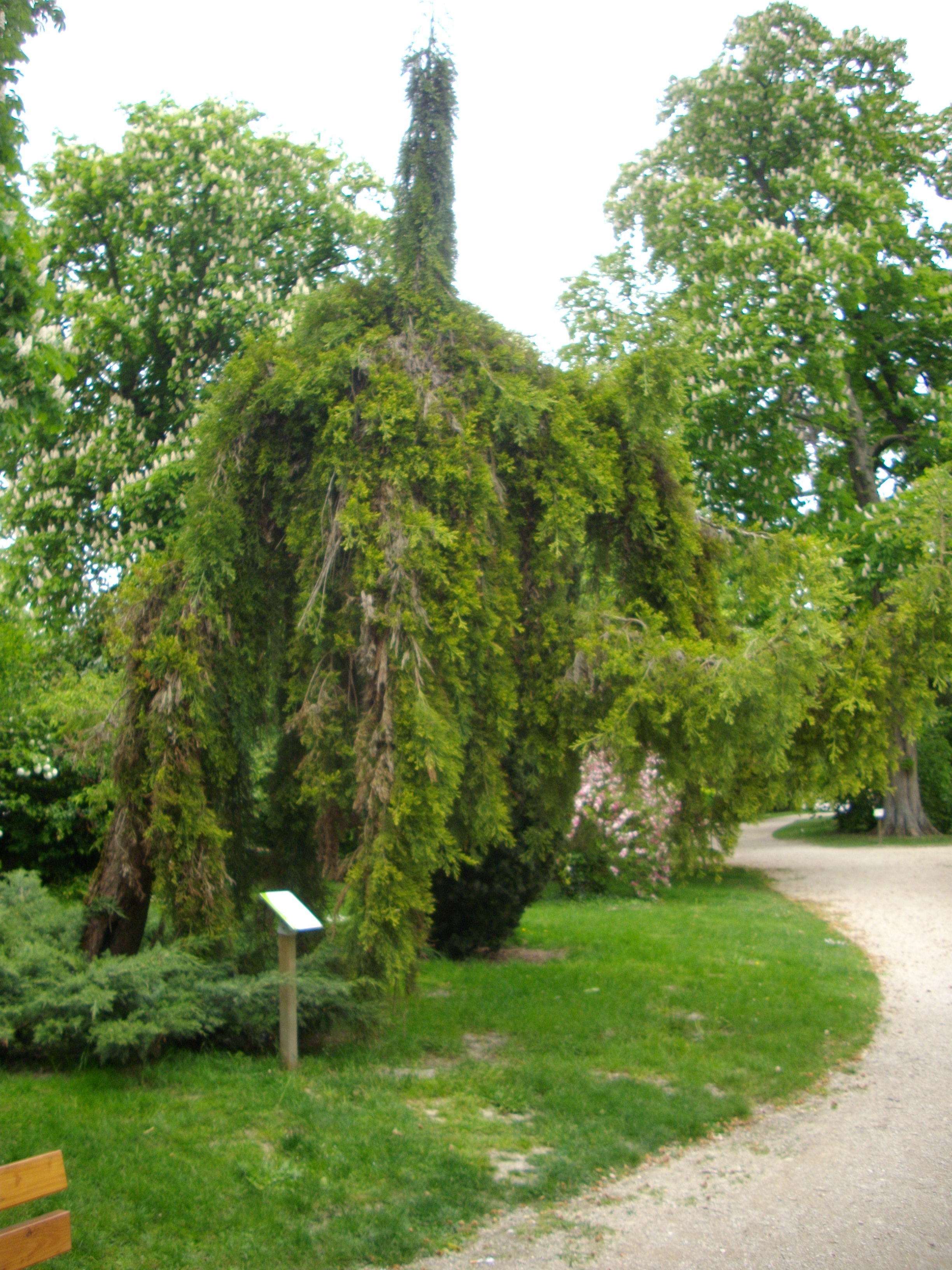
Épicéa géant pleureur.